# La Belle et la Bête (bande originale)
Beauty and the Beast: Original Motion Picture Soundtrack est la bande originale du long-métrage d'animation des studios Disney La Belle et la Bête, sorti en 1991. Les chansons originales ont été composées par Alan Menken sur des paroles d'Howard Ashman.
L'album a remporté l'Oscar de la meilleure musique de film, le Golden Globe de la meilleure musique de film et le Grammy Award de la meilleure composition originale écrite pour un film ou pour la télévision. Il a également été nommé pour le BAFA de la meilleure musique de film (remporté par la bande originale de Ballroom Dancing).
En 2001, une édition spéciale est éditée pour la ressortie du film en IMAX, incluant une chanson supplémentaire, Humain à nouveau, une ancienne version de la scène de la transformation de la Bête ainsi que les démos de C'est la fête et La Belle et la Bête. Elle est à nouveau ressortie en 2010 à l'occasion de l'entrée du film dans la collection Diamant, regroupant les longs métrages d'animation les plus populaires des studios Disney, n'incluant cette fois qu'une nouvelle version de la chanson La Belle et la Bête interprétée par Jordin Sparks, sans les bonus de la précédente édition.
La version française est sortie pour la première fois le 30 décembre 1992, Charles Aznavour et Liane Foly interprétant le générique de fin. Le 3 février 2006, une nouvelle version sort, reprenant l'intégralité des chansons plus Humain à nouveau et une nouvelle version de Histoire éternelle/La Belle et la Bête par Patrick Fiori et Julie Zenatti. Malgré le redoublage du film en 2002, l'édition de 2006 contient toutes les chansons dans leurs versions originales françaises.

## Listes des pistes
Toutes les chansons ont été composées par Alan Menken sur les paroles d'Howard Ashman. Sur la bande originale, l'ordre des chansons Tuons la bête (The Mob Song) et Histoire éternelle (Beauty and the Beast) est inversé par rapport au film.

### Version originale

#### Sortie originale (1991)
| No  | Titre                           | Interprété par                                                                  | Durée |
| --- | ------------------------------- | ------------------------------------------------------------------------------- | ----- |
| 1.  | Prologue                        | David Ogden Stiers                                                              | 2:26  |
| 2.  | Belle                           | Paige O'Hara, Richard White et Jesse Corti                                      | 5:09  |
| 3.  | Belle (Reprise)                 | Paige O'Hara                                                                    | 1:05  |
| 4.  | Gaston                          | Richard White et Jesse Corti                                                    | 3:40  |
| 5.  | Gaston (Reprise)                | Richard White et Jesse Corti                                                    | 2:04  |
| 6.  | Be Our Guest                    | Jerry Orbach et Angela Lansbury                                                 | 3:44  |
| 7.  | Something There                 | Paige O'Hara, Robby Benson, Jerry Orbach, Angela Lansbury et David Ogden Stiers | 2:19  |
| 8.  | The Mob Song                    | Richard White                                                                   | 3:30  |
| 9.  | Beauty and the Beast            | Angela Lansbury                                                                 | 2:46  |
| 10. | To the Fair (inst.)             | Alan Menken                                                                     | 1:58  |
| 11. | West Wing (inst.)               | Alan Menken                                                                     | 3:42  |
| 12. | The Beast Lets Belle Go (inst.) | Alan Menken                                                                     | 2:22  |
| 13. | Battle on the Tower (inst.)     | Alan Menken                                                                     | 5:29  |
| 14. | Transformation (inst.)          | Alan Menken                                                                     | 5:47  |
| 15. | Beauty and the Beast (duo)      | Céline Dion et Peabo Bryson                                                     | 4:04  |

#### Édition spéciale (2001)
| No  | Titre                                       | Interprété par                                                                  | Durée |
| --- | ------------------------------------------- | ------------------------------------------------------------------------------- | ----- |
| 1.  | Prologue                                    | David Ogden Stiers                                                              | 2:26  |
| 2.  | Belle                                       | Paige O'Hara, Richard White et Jesse Corti                                      | 5:09  |
| 3.  | Belle (Reprise)                             | Paige O'Hara                                                                    | 1:05  |
| 4.  | Gaston                                      | Richard White et Jesse Corti                                                    | 3:40  |
| 5.  | Gaston (Reprise)                            | Richard White et Jesse Corti                                                    | 2:04  |
| 6.  | Be Our Guest                                | Jerry Orbach et Angela Lansbury                                                 | 3:44  |
| 7.  | Something There                             | Paige O'Hara, Robby Benson, Jerry Orbach, Angela Lansbury et David Ogden Stiers | 2:19  |
| 8.  | Human Again                                 | Jerry Orbach, David Ogden Stiers, Angela Lansbury et Jo Anne Worley             | 4:54  |
| 9.  | The Mob Song                                | Richard White                                                                   | 3:30  |
| 10. | Beauty and the Beast                        | Angela Lansbury                                                                 | 2:46  |
| 11. | To the Fair (inst.)                         | Alan Menken                                                                     | 1:58  |
| 12. | West Wing (inst.)                           | Alan Menken                                                                     | 4:24  |
| 13. | The Beast Lets Belle Go (inst.)             | Alan Menken                                                                     | 2:22  |
| 14. | Battle on the Tower (inst.)                 | Alan Menken                                                                     | 5:29  |
| 15. | Transformation (inst.)                      | Alan Menken                                                                     | 5:47  |
| 16. | Be Our Guest (demo)                         | Howard Ashman                                                                   | 3:29  |
| 17. | Beauty and the Beast (demo)                 | Howard Ashman                                                                   | 3:58  |
| 18. | Beauty and the Beast                        | Céline Dion et Peabo Bryson                                                     | 4:04  |
| 19. | Death of the Beast (Original Early Version) | Alan Menken                                                                     | 1:29  |

#### Ressortie (2010)
| No  | Titre                           | Interprété par                                                                  | Durée |
| --- | ------------------------------- | ------------------------------------------------------------------------------- | ----- |
| 1.  | Prologue                        | David Ogden Stiers                                                              | 2:26  |
| 2.  | Belle                           | Paige O'Hara, Richard White et Jesse Corti                                      | 5:09  |
| 3.  | Belle (Reprise)                 | Paige O'Hara                                                                    | 1:05  |
| 4.  | Gaston                          | Richard White et Jesse Corti                                                    | 3:40  |
| 5.  | Gaston (Reprise)                | Richard White et Jesse Corti                                                    | 2:04  |
| 6.  | Be Our Guest                    | Jerry Orbach et Angela Lansbury                                                 | 3:44  |
| 7.  | Something There                 | Paige O'Hara, Robby Benson, Jerry Orbach, Angela Lansbury et David Ogden Stiers | 2:19  |
| 8.  | The Mob Song                    | Richard White                                                                   | 3:30  |
| 9.  | Beauty and the Beast            | Angela Lansbury                                                                 | 2:46  |
| 10. | To the Fair (inst.)             | Alan Menken                                                                     | 1:58  |
| 11. | West Wing (inst.)               | Alan Menken                                                                     | 4:24  |
| 12. | The Beast Lets Belle Go (inst.) | Alan Menken                                                                     | 2:22  |
| 13. | Battle on the Tower (inst.)     | Alan Menken                                                                     | 5:29  |
| 14. | Transformation (inst.)          | Alan Menken                                                                     | 5:47  |
| 15. | Beauty and the Beast            | Céline Dion et Peabo Bryson                                                     | 4:04  |
| 16. | Beauty and the Beast            | Jordin Sparks                                                                   | 3:14  |

### Version française

#### Première édition (1992)
| No  | Titre                           | Interprété par                                                                          | Durée |
| --- | ------------------------------- | --------------------------------------------------------------------------------------- | ----- |
| 1.  | Prologue                        | Jean Amadou                                                                             | 2:26  |
| 2.  | Belle                           | Bénédicte Lécroart, François Le Roux et Jean-Claude Corbel                              | 5:09  |
| 3.  | Belle (Reprise)                 | Bénédicte Lécroart                                                                      | 1:05  |
| 4.  | Gaston                          | François Le Roux et Jean-Claude Corbel                                                  | 3:40  |
| 5.  | Gaston (Reprise)                | François Le Roux et Jean-Claude Corbel                                                  | 2:04  |
| 6.  | C'est la fête                   | Daniel Beretta et Lucie Dolène                                                          | 3:44  |
| 7.  | Je ne savais pas                | Bénédicte Lécroart, Emmanuel Jacomy, Daniel Beretta, Lucie Dolène et Georges Berthomieu | 2:19  |
| 8.  | Tuons la bête                   | François Le Roux                                                                        | 3:30  |
| 9.  | Histoire éternelle              | Lucie Dolène                                                                            | 2:46  |
| 10. | En route pour la foire (inst.)  | Alan Menken                                                                             | 1:58  |
| 11. | L'Aile ouest (inst.)            | Alan Menken                                                                             | 3:42  |
| 12. | Belle quitte le château (inst.) | Alan Menken                                                                             | 2:22  |
| 13. | Duel sur la tour (inst.)        | Alan Menken                                                                             | 5:29  |
| 14. | Le prince renaît (inst.)        | Alan Menken                                                                             | 5:47  |
| 15. | La Belle et la bête (duo)       | Charles Aznavour et Liane Foly                                                          | 4:04  |

#### Second édition (2006)
| No  | Titre                           | Interprété par                                                                          | Durée |
| --- | ------------------------------- | --------------------------------------------------------------------------------------- | ----- |
| 1.  | Prologue                        | Jean Amadou                                                                             | 2:26  |
| 2.  | Belle                           | Bénédicte Lécroart, François Le Roux et Jean-Claude Corbel                              | 5:09  |
| 3.  | Belle (Reprise)                 | Bénédicte Lécroart                                                                      | 1:05  |
| 4.  | Gaston                          | François Le Roux et Jean-Claude Corbel                                                  | 3:40  |
| 5.  | Gaston (Reprise)                | François Le Roux et Jean-Claude Corbel                                                  | 2:04  |
| 6.  | C'est la fête                   | Daniel Beretta et Lucie Dolène                                                          | 3:44  |
| 7.  | Je ne savais pas                | Bénédicte Lécroart, Emmanuel Jacomy, Daniel Beretta, Lucie Dolène et Georges Berthomieu | 2:19  |
| 8.  | Humain à nouveau                | Daniel Beretta, Gérard Rinaldi, Christiane Legrand et Brigitte Virtudes                 | 4:54  |
| 9.  | Tuons la bête                   | François Le Roux                                                                        | 3:30  |
| 10. | Histoire éternelle              | Lucie Dolène                                                                            | 2:46  |
| 11. | En route pour la foire (inst.)  | Alan Menken                                                                             | 1:58  |
| 12. | L'Aile ouest (inst.)            | Alan Menken                                                                             | 3:42  |
| 13. | Belle quitte le château (inst.) | Alan Menken                                                                             | 2:22  |
| 14. | Duel sur la tour (inst.)        | Alan Menken                                                                             | 5:29  |
| 15. | Le prince renaît (inst.)        | Alan Menken                                                                             | 5:47  |
| 16. | La Belle et la Bête (duo)       | Charles Aznavour et Liane Foly                                                          | 4:04  |
| 17. | La Belle et la Bête (duo)       | Patrick Fiori et Julie Zenatti                                                          | 4:04  |

## Distinctions

### Récompenses
- Golden Globes 1992 :
  - Meilleur film musical ou comédie pour La Belle et la Bête
  - Meilleure chanson originale pour Beauty and the Beast
  - Meilleure musique originale de film
- Grammy Awards 1992 :
  - Meilleur album pour enfants
  - Meilleure composition instrumentale pour un film ou la télévision
  - Meilleure interprétation vocale pop d'un duo ou d'un groupe pour Beauty and the Beast
  - Meilleure interprétation instrumentale pop
  - Meilleure chanson écrite spécifiquement pour un film ou la télévision pour Beauty and the Beast
- Oscars 1992 : 
  - Meilleure musique originale de film
  - Meilleure chanson originale pour Beauty and the Beast

### Nominations
- Golden Globes 1992 : Meilleure chanson originale pour C'est la fête
- Oscars 1992 :
  - Meilleure chanson originale pour C'est la fête
  - Meilleure chanson originale pour Belle
- Grammy Awards 1992 :
  - Album de l'année pour Beauty and the Beast: Original Motion Picture Soundtrack
  - Enregistrement de l'année pour Beauty and the Beast
  - Chanson de l'année pour Beauty and the Beast